# Status Quo (formație)

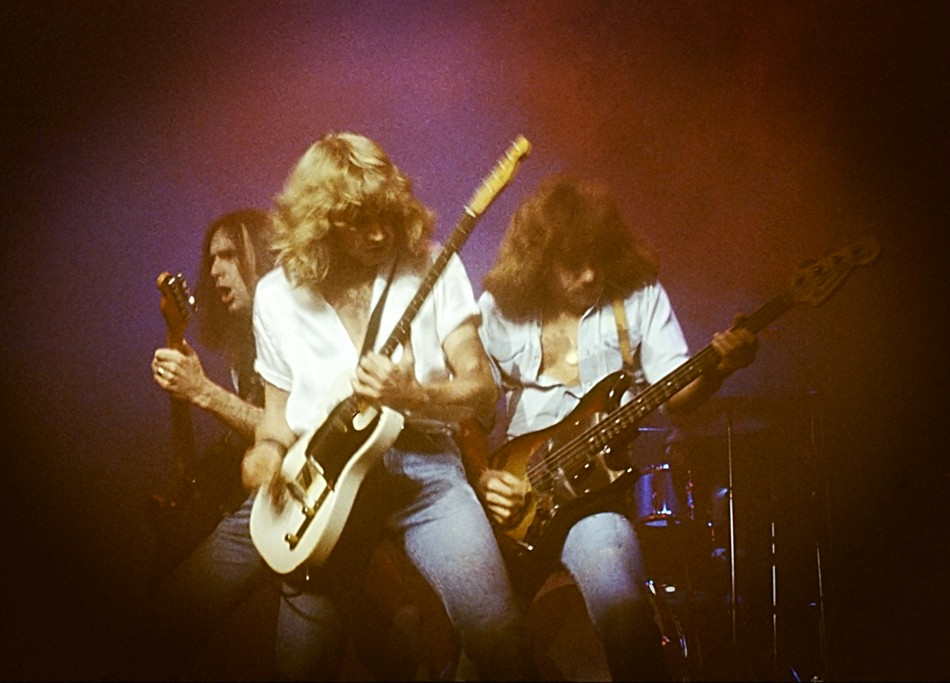
Hammersmith Odeon 1978

Status Quo este o formație rock engleză. Ea este caracterizată prin stilul său distinctiv de boogie rock.
Grupul a fost fondat în 1962 cu denumirea The Spectres, de către studenții Francis Rossi și Alan Lancaster. After a number of lineup changes, the band became The Status Quo in 1967 and Status Quo in 1969.
De-a lungul timpului peste 60 de piese de a lor au intrat în topurile muzicale din Marea Britanie, începând cu piesa din 1967 "Pictures Of Matchstick Men", iar cel mai recent fiind în 2010, ceea ce este mai mult decât a oricărei alte formații rock. 22 din piesele lor au ajuns în Top 10 UK Singles Chart. În 1991, Status Quo a primit un Premiu Brit pentru contribuții remarcabile în muzică.
Status Quo a jucat și într-un film, Bula Quo!, care a fost lansat în iulie 2013. Filmul a coincis cu lansarea albumului de coloană sonoră Bula Quo!. Primul single de pe album, piesa Bula Bula Quo a fost lansată în iunie 2013, și este cel de-al 100-lea single lansat de Status Quo.

## Membrii formației
Membri actuali
- Francis Rossi – chitară, vocal (1962–prezent)
- Rick Parfitt – chitară, vocal (1967–2016)
- Andy Bown – clape, chitară, vocal (1976–prezent)
- John "Rhino" Edwards – chitară bas, vocal (1986–prezent)
- Leon Cave – baterie (2013–prezent)

Foști membri
- Alan Lancaster – chitară bas, vocal (1962–1986, 2013–2014)
- Jess Jaworski – clape (1962–1964)
- Alan Key – baterie (1962)
- John Coghlan – baterie (1962–1981, 2013–2014)
- Roy Lynes – clape, vocal (1964–1970)
- Pete Kircher – baterie, vocal (1981–1986)
- Jeff Rich – baterie (1986–2000)
- Matt Letley – baterie (2000–2013)

## Discografie
| - Picturesque Matchstickable Messages from the Status Quo (1968) - Spare Parts (1969) - Ma Kelly's Greasy Spoon (1970) - Dog of Two Head (1971) - Piledriver (1972) - Hello! (1973) - Quo (1974) - On the Level (1975) - Blue for You (1976) - Rockin' All Over the World (1977) - If You Can't Stand the Heat (1978) - Whatever You Want (1979) - Just Supposin' (1980) - Never Too Late (1981) - 1+9+8+2 (1982) | - Back to Back (1983) - In The Army Now (1986) - Ain't Complaining (1988) - Perfect Remedy (1989) - Rock 'Til You Drop (1991) - Thirsty Work (1994) - Don't Stop (1996) - Under The Influence (1999) - Famous in the Last Century (2000) - Heavy Traffic (2002) - Riffs (2003) - The Party Ain't Over Yet (2005) - In Search of the Fourth Chord (2007) - Quid Pro Quo (2011) - Bula Quo! (2013) - Aquostic (Stripped Bare) (2014) |